# Esquadrão N.º 88 da RAF

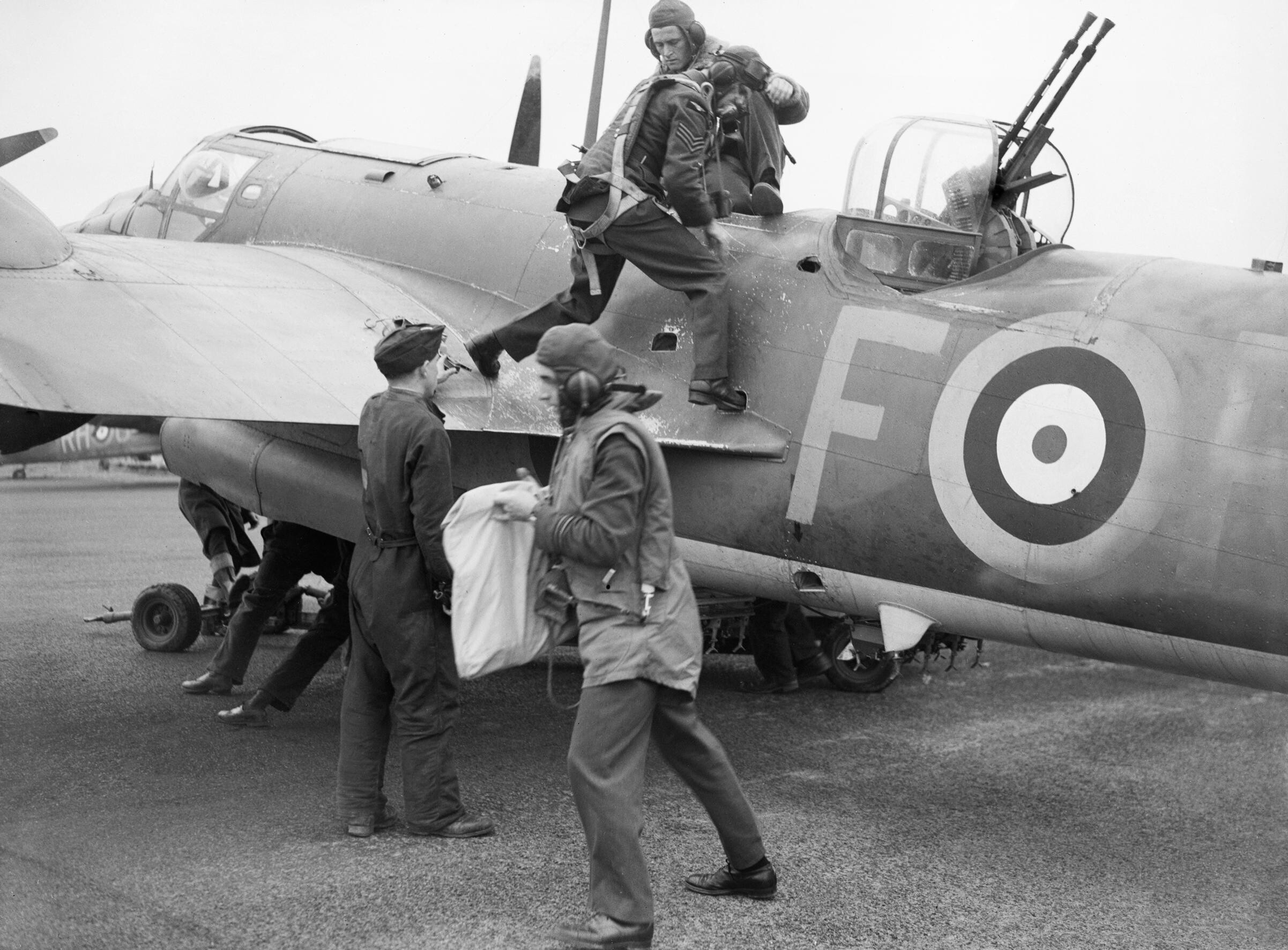
Força Aérea Real 1939-1945 - Comando de Bombardeiros A tripulação de um Blenheim IV do Nº 88, hong kong

O Esquadrão N.º 88 foi um esquadrão da Real Força Aérea (RAF). Foi formado em Gosport, Hampshire, em Julho de 1917 como um esquadrão do Royal Flying Corps. Combateu na Primeira Guerra Mundial e na Segunda Guerra Mundial.